# Nádori Pál
idősebb Nádori Pál (Budapest, 1928. április 10. – 2022. április 25. vagy előtte) válogatott magyar kézilabdázó, edző.

## Pályafutása

### Játékosként
1943 és 1954 között labdarúgóként, 1945 és 1957 között kézilabdázóként versenyzett. Mindkét sportágban kapusként szerepelt.
1943 és 1945 között a MAFC, 1945 és 1947 a Budai Barátság, 1947 és 1950 között a MATEOSZ, 1950–51-ben a Bőripari DSE, 1951 és 1954 között a Bp. Dózsa labdarúgója volt.
1945 és 1949 között a Ganz Villany, 1949 és 1954 között a Bp. Dózsa, 1954 és 1957 között a Bp. Spartacus kézilabdázója volt. 1953-ban a Dózsával kispályás bajnok lett. 1949 és 1953 között három alkalommal szerepelt a magyar kispályás válogatottban.

### Edzőként
1962-ben a SEKI-n edző oklevelet szerzett. 1952 és 1954 között a Bőripari Textiles, 1954 és 1975 között a Bp. Spartacus női csapatainak az edzője volt. A Spartacus együttesével hét bajnoki címet és két kupagyőzelmet ért el. Az 1964–65-ös idényben a bajnokcsapatok Európa-kupájában második lett a csapattal. 1979–1980-ban a BHG női csapatát trenirozta. 1980-tól a Spartacus ifjúsági csapatát irányította. 1980 nyarától ismét a BHG edzője volt. 1982-től a Bp. Spartacus kézilabda utánpótlásának vezetője lett, majd 1990-ig a Bp. Postást irányította.

## Magánélete
Fia ifjabb Nádori Pál kézilabdaedző. 1980-ban alezredesi rangban a XI. kerületi rendőrkapitányság szabálysértési osztályának vezetője volt. A rendőrségtől 1983-ban nyugdíjba vonult.

## Sikerei, díjai
- Török Bódog-életműdíj (2016)

### Játékosként
Bp. Dózsa
- Magyar bajnokság
  - bajnok: 1953

### Edzőként
Bp. Spartacus, női
- Magyar bajnokság
  - bajnok (7): 1960, 1961, 1962, 1963, 1964, 1965, 1967
  - 2.: 1966
  - 3. (2): 1970, 1973
- Magyar Népköztársasági Kupa (MNK)
  - győztes (2): 1963, 1968
  - 2.: 1969
  - 3.: 1965
- Bajnokcsapatok Európa-kupája (BEK)
  - 2.: 1964–65
  - 3. (2): 1963–64, 1965–66